# 巩州城三怪
巩州城三怪，是西游记的三个妖怪，为唐僧取经路上最初遇到的妖怪，分别是寅将军（老虎）、熊山君（熊）、特处士（牛）。吃了唐僧最初的两个仆从，所幸唐僧被太白金星救才逃过一劫。因为唐僧急于取经，所以提早赶路，就落入了寅将军的陷阱，在唐僧与两仆从刚出巩州城不久，就被寅将军带几个小妖手下下套抓，随后熊山君和特处士过来，寅将军提议先吃两随从把唐僧留后。到了傍晚妖怪们熟睡的时候，太白金星变成一个老叟，救走唐僧和驮着行李的马。

## 名字出处
在《太平广记》卷四三四引唐裴铏《传奇·宁茵》也有寅将军和特处士“谓唐大中年间有宁茵秀才假大僚庄于南山下，因夜风清月朗，吟咏庭际，俄闻扣门声，称桃林斑特处士相访，茵开门延入，言谈间，又闻扣门声，曰南山斑寅将军奉谒，茵亦延入，饮酒赋诗，大醉而别。及明，视门外唯有牛踪虎迹而已。”
在《史记》熊山君是楚庄王的弟弟。